# なかやん
なかやん（1989年〈昭和64年〉1月2日 - ）は、日本の俳優・タレント。タッタタ探検組合所属。

## 来歴
法政大学第一中学校
法政大学第一高等学校
（現：法政大学高等学校）
法政大学経済学部現代ビジネス学科卒業。

### 舞台STAGE
2024
「熱海殺人事件　モンテカルロイリュージョン」KURAGE PROJECT＠シアター711 演劇集団Fla9s「間違いさがしEP02」＠千歳船橋APOCシアター なかやんプロデュース公演＠BAR GariGari 劇団ネコ脱出「人生快速」＠小劇場B1 安達健太郎「コントステージ」＠池袋GEKIBA
2023
吉岡大輔生誕40周年記念公演「半省」＠千本桜ホール 「安達健太郎と役者が漫才とトークするLIVE」＠池袋GEKIBA
2022
リズムスピーカー「Cloud Tap Dancing Day」＠葛西区民館
2021
竹田新 作「愛の宿」＠ステージカフェ下北沢亭
2020
柳家東三楼の会 秋 落語朗読劇「お見立てな五人廻し」オンライン配信
2019
柳家東三楼独演会 圓朝の夏｢文七元結｣＠築地ブティストホール
2018
柳家東三楼一座｢モノクロ 品川 目黒｣＠千本桜ホール 演劇コントユニット ハレとケ｢天狗裁き｣＠池袋演芸場
2017
柳家東三楼一座 「十二人の粋な江戸っ子」＠上野小劇場
2016
えのもとぐりむ作「「ウリボーの厨房」＠中野劇場HOPE
2015
えのもとぐりむ作「囚われの竜」＠下北沢Geki地下Liberty 演劇ユニット爆走おとな小学生「私私私立下等高等学校~3年1組異常科専攻~」＠池袋GEKIBA

### 映画MOVIE
Netflix「極悪女王」
Netflix「シティーハンター」
劇団ひとり監督「青天の霹靂」
住本周也監督「WELLDONE」

### テレビTELEVISION
CX 「ラストシンデレラ」
QVC「テレビ通販」

### CM／CFCM／CF
セブンイレブン｢焼き鳥編｣
日比谷花壇「母の日」
NTT docomo「僕の爆アゲ・ロマンチシズム」
イオンモバイル「格安10周年」
ポンヌフ「天才外科医 板尾創路×千原ジュニア」
MV「FINAL FANTASY XIV」
e仕事「ぐうたら編」